# MBM Tourismo
De MBM Tourismo was een compacte sportwagen die door de Zwitserse racewagenfabrikant MBM in 1961 werd voorgesteld op het Autosalon van Genève. De wagen, ontworpen door Peter Monteverdi, was gebaseerd op een Brits ontwerp en werd slechts in zeer kleine aantallen gebouwd.

## Geschiedenis
Peter Monteverdi was de eigenaar van een bedrijf in Binningen dat zich in de jaren vijftig van een reparatiewerkplaats voor vrachtwagens had ontwikkeld tot een succesvolle verdeler van luxemerken zoals Ferrari, BMW, Lancia, Bentley en Jensen.
Daarnaast nam hij regelmatig deel aan autoraces, voornamelijk in de Formule Junior en de heuvelklim. Vanaf 1960 gebruikte hij voertuigen die hij zelf ontworpen had en verkocht onder de merknaam MBM (Monteverdi Basel Motors). Van 1960 tot 1962 bouwde hij achttien racewagens, waarvan de meeste uitgerust waren met een tweetaktmotor van DKW.
In 1962 presenteerde MBM naast de racewagens ook de Tourismo, een gesloten tweezitter GT voor gebruik op de openbare weg. Peter Monteverdi wekte de indruk dat hij de Tourismo zelf had ontworpen, naar eigen zeggen nadat hij op een "internationale racewagenshow" in Londen  een aantal opmerkelijke carrosserieën in kunststof had gezien. Andere bronnen zijn het erover eens dat de Tourismo gebaseerd was op de constructie van de Heron Europa die sinds 1961 door het Britse bedrijf Heron Plastics als kitcar aangeboden werd.
Monteverdi plande een serieproductie van de Tourismo, maar die kwam er uiteindelijk niet. Het zou nog tot 1967 duren vooraleer Peter Monteverdi met de Monteverdi High Speed 375 zijn eerste in serie geproduceerde personenwagen op de markt bracht.

## Ontwerp
De Tourismo had een carrosserie die vervaardigd was uit kunststof en rustte op een buizenframe dat volgens de fabrieksspecificaties slechts 22 kg woog. De wagen was ontworpen als een tweedeurs hatchback coupé.
Als aandrijving werd de 1,0L viercilinder viertaktmotor uit de Ford Anglia gekozen. Monteverdi had zo'n motor al gebruikt in zijn Formule Junior-raceauto's. Terwijl hij daar echter de slag en de compressieverhouding had aangepast om de prestaties te verhogen, gebruikte hij in de Tourismo de motor in ongewijzigde vorm. Alleen de brandstofvoorziening werd opnieuw ontworpen: in plaats van de standaard carburateur van Solex installeerde hij een dubbele carburateur van Weber die het motorvermogen deed toenemen van 45 tot 85 pk, goed voor een topsnelheid van 180 km/u. De motor werd achter de vooras gemonteerd en een standaard manuele vierversnellingsbak uit de Ford Anglia bracht het vermogen over op de achterwielen.
De wagen gebruikte tal van componenten van grote autoconstructeurs. Naast de motor en de versnellingsbak waren ook de starre achteras en de remmen van Ford. De tandheugelbesturing kwam van de Renault Dauphine.

## Productie
Monteverdi was aanvankelijk van plan om de Tourismo in serie te gaan produceren. MBM liet verkoopbrochures drukken waarin de Tourismo omschreven werd als een "dwerg met de prestaties van een reus". Het geplande productieaantal is onduidelijk. Het Monteverdiboek spreekt van een verwachte oplage van vijf voertuigen, in de toenmalige pers was er sprake van 100 exemplaren. Tot een serieproductie kwam het uiteindelijk niet. Volgens het Monteverdiboek is de in 1961 gebouwde Tourismo een eenmalig exemplaar gebleven, anderen achtten een productie van twee of drie voertuigen mogelijk.